# Live in Europe! (álbum de The Fuzztones)
Live In Europe! es un álbum en directo de la banda de Garage Rock norteamericana The Fuzztones. Grabado entre el 3 de mayo de 1985 en Leiden (Holanda) y el 10 de mayo de 1985 en Nuremberg (Alemania). Fue publicado en 1987.

## Lista de canciones
| N.º | Título                                       | Duración |  |
| 1.  | «Bad Little Woman»                           | 3:44     |  |
| 2.  | «Blues Theme»                                | 1:55     |  |
| 3.  | «Cellar Dwellar»                             | 3:53     |  |
| 4.  | «Love at Psychedelic Velocity»               | 3:06     |  |
| 5.  | «1523 Blair»                                 | 1:48     |  |
| 6.  | «Run Chicken Run»                            | 2:42     |  |
| 7.  | «13 Women»                                   | 2:44     |  |
| 8.  | «7 and 7 Is» (versión de Love)               | 2:49     |  |
| 9.  | «Gotta Get Some»                             | 2:18     |  |
| 10. | «Journey to Tyme»                            | 2:30     |  |
| 11. | «Human Fly» (versión de The Cramps)          | 2:40     |  |
| 12. | «Psychotic Reaction» (versión de Count Five) | 3:55     |  |
| 13. | «I'm Loose» (versión de The Stooges)         | 2:45     |  |